# Palystes martinfilmeri
Palystes martinfilmeri là một loài nhện trong họ Sparassidae.
Loài này thuộc chi Palystes. Palystes martinfilmeri được miêu tả năm 1996 bởi Croeser.